# Casbia rectaria
Casbia rectaria là một loài bướm đêm trong họ Geometridae.